# Valerij Isakov
Valerij Isakov (russisk: Валерий Трофимович Иса́ков) (født 7. august 1936 i Verkosjizjemje i Sovjetunionen, død 19. august 2017 i Moskva i Rusland) var en sovjetisk filminstruktør, manuskriptforfatter og skuespiller.

## Filmografi
- Nezjnyj vozrast (Нежный возраст, 1983)[1][2]